# Isolotto Maggi
L'isolotto Maggi è un'isola fluviale posta lungo il corso del fiume Po, situata nei pressi della città di Piacenza, al confine tra i comuni di Piacenza, capoluogo dell'omonima provincia, e San Rocco al Porto, in provincia di Lodi.

## Geografia fisica
L'isolotto è situato nei pressi della città di Piacenza, immediatamente a valle della foce del fiume Trebbia nel Po. La sua genesi è dovuta a forme di depositi sedimentari dovute all'azione delle acque dei fiumi Po e Trebbia. L'isola è unita alla sponda lombarda da un modesto rilievo composto da materiale ghiaioso che tende ad affiorare durante i periodi di magra, mentre nei momenti di morbida viene parzialmente allagato dal retroflusso dell'acqua.
La flora e la fauna dell'isolotto sono quelle tipiche delle aree golenali padane. L'azzeramento di ogni attività antropica sull'isolotto ha favorito la progressiva colonizzazione da parte delle piante di alto fusto, originariamente non presenti, ai danni degli arbusti. Allo stesso tempo l'abbandono dell'isolotto ha permesso il mantenimento di un habitat ideale per alcune specie di uccelli e mammiferi sempre meno diffuse nella zona padana come il coniglio selvatico.

## Origini del nome
Il nome Maggi deriva dal cognome dell'avvocato Giovanni Battista Maggi, il quale aveva acquisito la proprietà dell'isola e di ampie porzioni di terreno golenale comprese tra la base del 2º Reggimento genio pontieri e il ponte stradale della via Emilia.

## Storia
L'isola si formò nei primi anni del XX secolo dopo che nei decenni precedenti il corso del fiume Po nei pressi della città di Piacenza aveva subito diverse trasformazioni.
Nel 1921 venne fondata a Piacenza, su impulso del conte Alessandro Calciati, una colonia elioterapica per favorire la crescita e lo sviluppo dei bambini gracili, all'epoca presenti in gran numero a causa delle difficili condizioni economiche. La sede della colonia venne posta sulla sponda piacentina del fiume, in un edificio, chiamato chalet, che aveva ospitato in precedenza la sede della società canottieri Vittorino da Feltre; nonostante la sede si trovasse sulla terraferma, gran parte delle attività della colonia venivano svolte sull'isolotto, che veniva collegato alla sponda piacentina tramite un servizio di traghetti.
Parallelamente, l'isolotto, all'epoca quasi completamente spoglio dalla vegetazione, divenne anche un sito balneare, frequentato da persone provenienti da entrambe le sponde. Sulle sue sponde venne allestito un vero e proprio stabilimento balneare completo di cabine e di chioschi per la distribuzione di gelati e granite. Durante questo periodo l'accesso all'isolotto era garantito da un servizio di traghetti, attivo nei fine settimana dalle 10 alle 18 e operato con barche normalmente dedicata al trasporto di ghiaia e sabbia lungo il fiume riadattate con la posa di panchette per i passeggeri, mentre durante la settimana era comunque possibile accedervi tramite uno scalone in legno che collegava l'isolotto al ponte automobilistico della via Emilia. Entrambi i metodi che permettevano l'accesso all'isolotto erano soggetti al pagamento di un pedaggio 10 centesimi di lira. Nel periodi di maggiore affluenza le presenze giornaliere sulle sponde dell'isolotto arrivavano a toccare le 10/11 000 unità.
Nello stesso periodo, l'isolotto veniva utilizzato, specialmente durante la stagione invernale, anche a scopo estrattivo, con attività  che si occupavano della raccolta di sabbia e ghiaia, le quali venivano, poi, portate sulla sponda piacentina per mezzo di barche e chiatte.
A seguito della piena del Po del 1926 si tentò di eliminare l'isola in modo da allargare il letto del fiume e ridurre la pressione esercitata sui vicini viadotti in caso di piene; i lavori vennero condotti in parallelo da un'impresa privata, la quale procedette ad asportare circa 30000 m² di terra dall'isola, e dal genio civile che, operando con una draga, scavò una serie di canali che attraversavano l'isola in senso trasversale per permettere alle stesse acque del fiume di erodere gradualmente il terreno che formava l'isola. Il progetto non riscosse i risultati sperati dai promotori e fu quindi abortito.
A partire dagli anni '60, a seguito del progressivo aumento dell'inquinamento delle acque del Po, e, parallelamente, delle migliorate condizioni economiche, che permisero di programmare le proprie vacanze presso i centri del turismo marittimo, le frequentazioni dell'isolotto a scopo balneare diminuirono fino ad azzerarsi completamente.
A seguito del crollo del ponte automobilistico della via Emilia, avvenuto nell'aprile 2009, l'isolotto venne collegato alla terraferma con la realizzazione di un ponte provvisorio diviso in due tronconi, uno sul lato piacentino, lungo 185 m, e uno sul lato lodigiano, lungo 92 m uniti tra loro da una strada asfaltata posta sull'isolotto e lunga circa 280 m. L'infrastruttura venne aperta al traffico il 14 novembre 2009 e fu chiusa, per poi venire smantellata, nel dicembre 2010 a seguito dell'apertura del nuovo ponte automobilistico, nonostante le proposte di preservare il collegamento dell'isolotto con almeno una delle due sponde. Precedentemente alla costruzione del ponte provvisorio e successivamente alla sua dismissione, l'isolotto è stato occasionalmente unito alla sponda piacentina tramite ponti di barche pedonali realizzati dal 2º Reggimento genio pontieri.